# Khaokor Galaxy
Khaokor Galaxy, de son vrai nom Virote Saenkham, est un boxeur thaïlandais né le 15 mai 1959 à Phetchabun.

## Carrière
Passé professionnel en 1985, il devient champion de Thaïlande des poids coqs en 1986 puis champion du monde WBA de la catégorie le 9 mai 1988 après sa victoire aux points contre Wilfredo Vazquez,. Battu dès le combat suivant par Moon Sung-kil le 14 août 1988, il redevient champion WBA le 9 juillet 1989 en prenant sa revanche sur Sung-kil mais perd à nouveau prématurément son titre au profit de Luisito Espinosa par KO au premier round le 18 octobre 1989. Il met un terme à sa carrière après ce combat sur un bilan de 24 victoires et 2 défaites.